# هدر لنگن‌کمپ
هدر الیزابت لَنگـِن‌کمپ (انگلیسی: Heather Elizabeth Langenkamp؛ زادهٔ ۱۷ ژوئیهٔ ۱۹۶۴) کارگردان، تهیه‌کننده، چهره‌پرداز، آهنگ‌ساز و هنرپیشه اهل ایالات متحده آمریکا است. وی از سال ۱۹۸۳ میلادی تاکنون مشغول فعالیت بوده‌است.

## گزیدهٔ فیلم‌شناسی
- پیشتازان فضا به سوی تاریکی (۲۰۰۹)
- کابوس در خیابان الم (۱۹۸۴)